# Réserve naturelle de Gullkronene
La réserve naturelle de Gullkronene  est une réserve naturelle norvégienne qui est située dans le municipalité de Tønsberg, dans le comté de Vestfold.

## Description
La réserve naturelle de 0,274 km2 a été créée en 1980. Elle est située dans les plaines au nord-ouest de la ville de Tønsberg, sur la propriété du Jarlsberg Manor (en) dans la municipalité de Tønsberg.
La réserve se compose de deux zones voisines de forêt de feuillus, comprenant des frênes, des merisiers à grappe, des hêtres, des chênes et des érables. La région est un paysage culturel très ancien, avec plusieurs tumulus funéraires datant de l'âge des vikings et de l'âge du fer. La nature de la réserve demande quelques précautions.

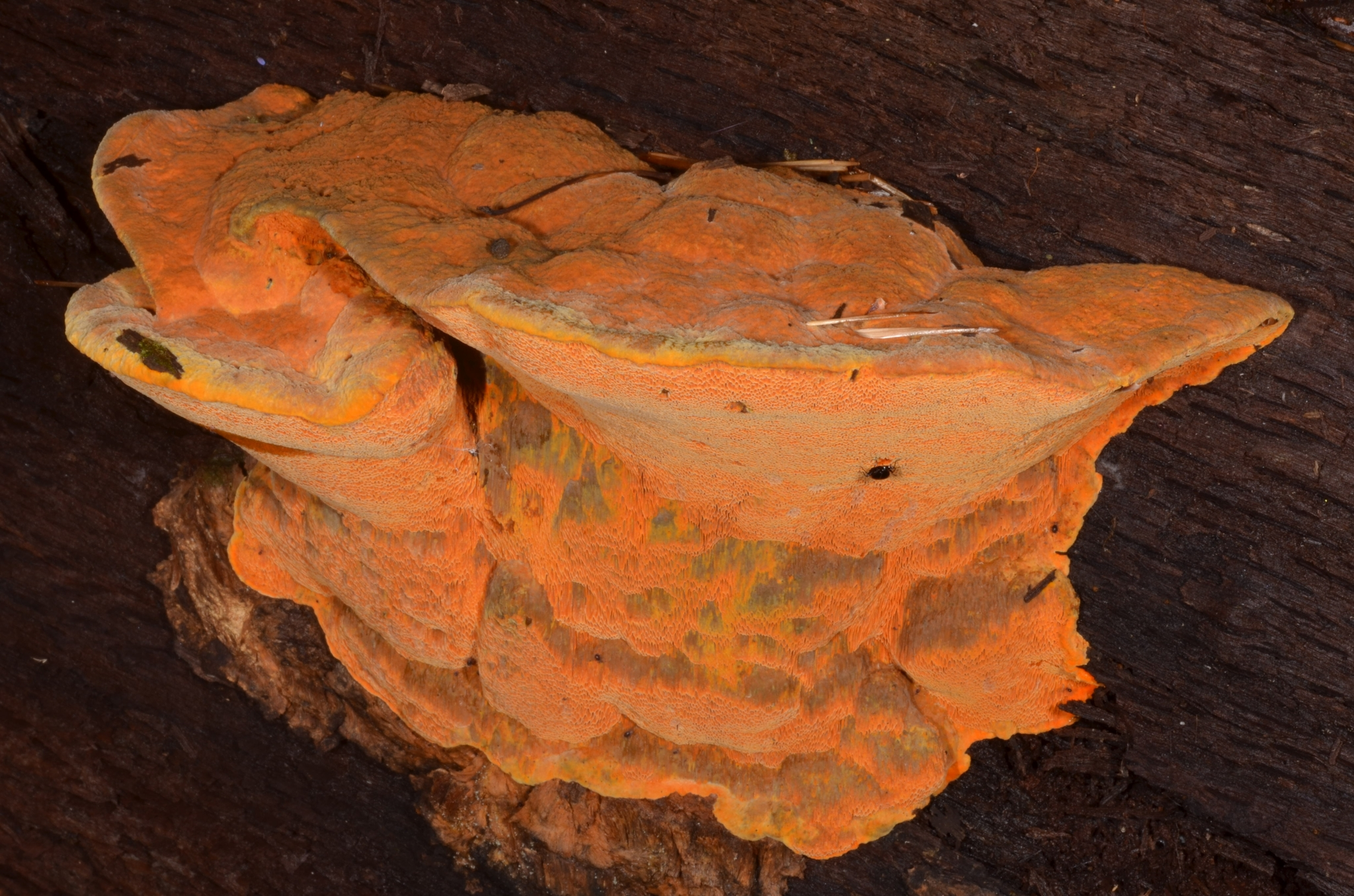
Aurantiporus croceus

Des houblons sauvages s'y trouvent également, ayant été introduits en 1831. Et en 1995, un exemple d'Aurantiporus croceus a été redécouvert pour la première fois depuis 1883.
Les allées à travers la forêt ont été aménagées vers 1720 dans le cadre d'un grand parc de style baroque